# Almen Bibic
Almen Bibic, född 29 mars 1993 i Örnsköldsvik och senare uppvuxen i Rättvik, är en svensk före detta professionell ishockeyspelare med serbisk bakgrund. Bibics moderklubb är Leksands IF, vilka han debuterade med i seniorsammanhang under säsongen 2012/13. Säsongen därpå debuterade han i SHL, men blev senare utlånad till Rögle BK. Han spelade för Rögle fram till december 2017, då han bytte klubb till Linköping HC. Efter skadeproblem meddelades det i juli 2020 att han avslutat sin spelarkarriär.
Bibic är yngre bror till ishockeyspelaren Alen Bibic.

## Karriär
Bibic påbörjade sin ishockeykarriär med Leksands IF som moderklubb. 2009 tog han ett SM-brons med klubbens U16-lag. Säsongen 2012/13 gjorde han debut i Hockeyallsvenskan med LIF och var med att spela upp laget till SHL. Den 27 februari 2013 meddelade klubben att man skrivit ett tvåårsavtal med Bibic och den 14 september samma år gjorde han debut i SHL. Tre dagar senare gjorde han sin första poäng, både i ligan och för laget, då han assisterade till ett mål i en match mot Örebro HK. Efter att ha fått begränsat med speltid i Leksand, lånades Bibic ut till Rögle BK i Hockeyallsvenskan för återstoden av säsongen.
I april 2014 meddelades det att hans kontrakt med Leksand brutits och att Bibic istället skrivit på för Rögle. Bibic var med att spela upp Rögle till SHL och efter säsongen förlängde han sitt avtal med klubben med ett år. Den 30 oktober 2015 gjorde Bibic sina två första mål i SHL, på Július Hudáček, då Rögle besegrade Örebro HK 6–3. I december samma år blev Bibic avstängd i fem matcher efter att ha tacklat Luleå HF:s Victor Ekarv. I början av mars 2016 meddelades det att Bibic åter förlängt sitt avtal med Rögle. I november samma år missade han sex matcher på grund av en skada och månaden därpå blev han avstängd i tre matcher efter en tackling på Leksands Nichlas Torp. Samma månad förlängde Rögle kontraktet med Bibic med ytterligare två år.
Säsongen 2017/18 inledde Bibic med Rögle BK, men han hann bara spela 18 matcher för klubben innan det i december 2017 stod klart att han lämnat laget för seriekonkurrenten Linköping HC. I början av april 2018 förlängde han sitt avtal med Linköping med ytterligare två år. Bibic fick sedan stora delar av säsongen 2018/19 spolierad på grund av hjärnskakningar. Den 11 oktober 2018, i grundseriens nionde omgång, ådrog han sig en hjärnskakning sedan han kolliderat med Timrå IK:s Patrik Blomberg. Efter att ha gjort comeback den 1 november samma år, ådrog han sig ännu en hjärnskakning i en match mot Frölunda HC. Den 29 januari 2019 var han åter tillbaka i spel: totalt missade Bibic 25 grundseriematcher mellan oktober 2018 och januari 2019. Bibic spelade sedan endast i två av de sju avslutande matcherna av grundserien. På grund av hjärnskakningssymptom så var han även borta från spel hela säsongen 2019/20.
Den 22 juli 2020 meddelade Bibic att han avslutat sin karriär som ishockeyspelare.

## Statistik
| 2012–13                  | Leksands IF              | HA                       | 1   | 0 | 0  | 0  | 0   | 4  | 0 | 1 | 1 | 2  |
| 2013–14                  | Leksands IF              | SHL                      | 11  | 0 | 1  | 1  | 0   | —  | — | — | — | —  |
| 2013–14                  | Rögle BK                 | HA                       | 35  | 0 | 2  | 2  | 70  | 16 | 0 | 2 | 2 | 4  |
| 2014–15                  | Rögle BK                 | HA                       | 52  | 0 | 6  | 6  | 42  | 10 | 0 | 2 | 2 | 6  |
| 2015–16                  | Rögle BK                 | SHL                      | 45  | 2 | 8  | 10 | 61  | —  | — | — | — | —  |
| 2016–17                  | Rögle BK                 | SHL                      | 43  | 2 | 0  | 2  | 69  | 4  | 1 | 0 | 1 | 0  |
| 2017–18                  | Rögle BK                 | SHL                      | 18  | 0 | 1  | 1  | 20  | —  | — | — | — | —  |
| 2017–18                  | Linköping HC             | SHL                      | 24  | 3 | 3  | 6  | 14  | 7  | 0 | 1 | 1 | 4  |
| 2018–19                  | Linköping HC             | SHL                      | 22  | 1 | 2  | 3  | 18  | —  | — | — | — | —  |
| SHL totalt               | SHL totalt               | SHL totalt               | 163 | 8 | 15 | 23 | 172 | 7  | 0 | 1 | 1 | 4  |
| Hockeyallsvenskan totalt | Hockeyallsvenskan totalt | Hockeyallsvenskan totalt | 88  | 0 | 8  | 8  | 8   | 30 | 0 | 5 | 5 | 12 |